# Taconnay
Taconnay település Franciaországban, Nièvre megyében. Lakosainak száma 72 fő (2022. január 1.). Taconnay Beuvron, Brinon-sur-Beuvron, Chevannes-Changy, Grenois és Parigny-la-Rose községekkel határos.

## Népesség
A település népessége az elmúlt években az alábbi módon változott:
| Lakosok száma | 80   | 81   | 82   | 77   | 75   | 74   | 73   | 71   | 72   |
|               | 2013 | 2015 | 2016 | 2017 | 2018 | 2019 | 2020 | 2021 | 2022 |